# Adrián García
Adrián Alonso García Sobarzo (* 25. Mai 1978 in Concepción) ist ein ehemaliger chilenischer Tennisspieler.

## Karriere
García spielte sein erstes Turnier auf der ATP Challenger Tour bereits 1996, regelmäßig trat er ab 1998 in Erscheinung. 1999 gewann er seine ersten Titel auf der niedriger dotierten ITF Future Tour. Bereits ein Jahr später feierte er auf der Challenger Tour seinen ersten Doppeltitel in San José. Für die chilenische Davis-Cup-Mannschaft gab er in diesem Jahr in der bereits gewonnenen Partie gegen Kanada im bedeutungslosen vierten Einzel sein Debüt, das er gegen Frédéric Niemeyer verlor. Seine Premiere auf der ATP World Tour gab er in Santiago de Chile. Er erhielt eine Wildcard für das Einzel- und das Doppelfeld und gewann im Einzel in der ersten Runde gegen Galo Blanco, die damalige Nummer 77 der Welt. Er beendete sowohl im Einzel als auch im Doppel das Jahr in den Top 300 der Weltrangliste.
In den Folgejahren verbesserte er sich stetig in der Weltrangliste und stand im Juli 2002 erstmals in den Top 200 der Welt. Seinen ersten Einzeltitel auf der Challenger Tour gewann er 2003 in Mexiko-Stadt, als er im Finale den Lokalmatadoren Santiago González bezwang. Nachdem er 2004 in Zagreb seinen zweiten Einzeltitel gewann, bei weiteren Challenger-Turnieren im Finale stand und im August 2004 in Sopot das einzige Mal ein Viertelfinale eines ATP World Tour-Turniers erreichte, erreichte er einen Monat später mit dem 103. Rang sein Karrierebestwert. Diese Position konnte er trotz seines dritten Titels 2005 in Ettlingen nicht halten und er fiel aus den Top 200 der Welt. Seinen einzigen Auftritt bei einem Grand-Slam-Turnier hatte er im selben Jahr in Wimbledon. Nach überstandener Qualifikation traf er in der ersten Runde auf Justin Gimelstob, gegen den er glatt in drei Sätzen verlor.
Im Doppel gelang ihm öfters der Einzug in die zweite Runde, der Durchbruch auf der World Tour gelang ihm dennoch nicht. 2006 schaffte er mit der Davis-Cup-Mannschaft den Einzug ins Viertelfinale der Weltgruppe, wo sie sich der Davis-Cup-Mannschaft der Vereinigten Staaten geschlagen geben mussten. García spielte mit Paul Capdeville im Doppel. Sie verloren ihre Partie gegen die Brüder Bob und Mike Bryan. Insgesamt hat García im Davis Cup eine Einzelbilanz von 4:3, im Doppel ist seine Bilanz mit 2:2 ausgeglichen. Auf der Challenger Tour gewann er 2006 und 2007 je einen weiteren Doppeltitel. Im April 2007 stand er mit Rang 124. auf seinem Karrierebestwert. Von 2007 bis 2012 spielte er in 2. Tennis-Bundesliga für den TV Espelkamp-Mittwald (2007, 2011 und 2012), den TEC Waldau (2008) und den KTHC Stadion Rot-Weiss (2009 und 2010).
Im Januar 2008 erhielt er zum wiederholten Male in Viña del Mar eine Wildcard für das Doppelfeld. An der Seite von Rubén Ramírez Hidalgo schlug er in der ersten Runde die topgesetzte Paarung Marcelo Melo und André Sá und zog ins Halbfinale vor. Dort unterlagen sie Máximo González und Juan Mónaco in zwei Sätzen. In Florianópolis gewann er mit Leonardo Mayer ohne Satzverlust seinen sechsten Doppeltitel. Ein Jahr später feierte er mit seinem Doppelpartner David Marrero in Constanța seinen siebten und letzten Challenger-Titel. Im Anschluss daran zog er im März 2010 noch einmal in Neapel in ein Challenger-Halbfinale ein und beendete nach dem Turnier in Cali im September 2011 seine Karriere.

## Erfolge
| Legende (Anzahl der Siege)  |
| Grand Slam                  |
| ATP World Tour Finals       |
| ATP World Tour Masters 1000 |
| ATP World Tour 500          |
| ATP World Tour 250          |
| ATP Challenger Tour (10)    |

### Einzel

#### Turniersiege
| Nr. | Datum              | Turnier      | Belag     | Finalgegner           | Ergebnis |
| --- | ------------------ | ------------ | --------- | --------------------- | -------- |
| 1.  | 21. September 2003 | Mexiko-Stadt | Hartplatz | Santiago González     | 7:5, 6:3 |
| 2.  | 16. Mai 2004       | Zagreb       | Sand      | Rubén Ramírez Hidalgo | 6:3, 7:5 |
| 3.  | 29. Mai 2005       | Ettlingen    | Sand      | Marc López            | 6:4, 6:4 |

### Doppel

#### Turniersiege
| Nr. | Datum              | Turnier       | Belag     | Partner          | Finalgegner                         | Ergebnis         |
| --- | ------------------ | ------------- | --------- | ---------------- | ----------------------------------- | ---------------- |
| 1.  | 10. September 2000 | San José      | Hartplatz | Guillermo Cañas  | Devin Bowen Brandon Coupe           | 7:65, 6:1        |
| 2.  | 27. Juli 2002      | Budaörs       | Sand      | Hermes Gamonal   | Jiří Vaněk Robin Vik                | 6:3, 0:6, 6:3    |
| 3.  | 6. Juni 2004       | Fürth         | Sand      | Janko Tipsarević | Simon Aspelin Graydon Oliver        | 6:4, 6:4         |
| 4.  | 8. Juli 2006       | Montauban     | Sand      | Pablo Cuevas     | Marc Gicquel Édouard Roger-Vasselin | 6:3, 4:6, [10:8] |
| 5.  | 7. Januar 2007     | São Paulo     | Hartplatz | Pablo Cuevas     | Marcelo Melo Alexandre Simoni       | 6:4, 6:2         |
| 6.  | 19. April 2008     | Florianópolis | Sand      | Leonardo Mayer   | Thomaz Bellucci Bruno Soares        | 6:2, 6:0         |
| 7.  | 27. Juni 2009      | Constanța     | Sand      | David Marrero    | Adrian Cruciat Florin Mergea        | 7:65, 6:2        |